# Бурачок чашечкоплодий
Бурачок чашечкоплодий (Alyssum calycocarpum) — вид рослин роду бурачок.

## Поширення
В Україні росте у Криму, переважно на Південному березі. Віддає перевагу вапнякам та сухим південним схилам. Ендемік.

## Охорона
Занесений до Європейського червоного списку, категорія — «Зникаючі».